# Elias
Elias, česky Eliáš je mužské křestní jméno. Základem jména je hebrejské אֱלִיָּהוּ (Elijáhú), v překladu "Mým Bohem je Jahve".
Svátek (jmeniny) má v České republice a na Slovensku 20. července.
Používá se v angličtině, nizozemštině a norštině.

## Elias v jiných jazycích
- albánsky: Elias, nebo Elias
- anglicky: Elijah, Elias, Elliot
- arabsky: إلياس (Ilyās - Korán) nebo: ايليا (īlyā – Bible)
- bělorusky: Илья (Ilja)
- bulharsky: Илья (Ilija)
- česky: Eliáš, Eliášek, Elijáš nebo Ilja,
- čínsky: 以利亞
- dánsky: Elias
- esperantsky: Elija
- estonsky: Elias
- faersky: Elia
- finsky: Elia
- francouzsky: Élie
- frísky: Elia
- hebrejsky: אליהו (Elijáhú)
- nizozemsky: Elia
- chorvatsky: Ilija
- Interlingua: Elijah
- islandsky: Elías
- italsky: Ilja, nebo Elia
- katalánsky: Elies
- latinsky: Elias
- litevsky: Elijas
- maďarsky: Illés
- makedonsky: Илија (Ilija)
- malajsky: Illyas
- německy: Elias nebo Elija
- norsky (bokmål, nynorsk): Elias
- polsky: Eliasz nebo Ilia
- portugalsky: Elias
- novořecky: Ηλίας (Hélias – Ilias)
- rumunsky: Ilie (Ilié)
- rusky: Илья (Ilja)
- slovensky: Elias nebo Iľja
- španělsky: Elías
- srbocharvátsky: Илья nebo Ilija
- srbsky: Илија nebo Ilija
- starořecky: Ηλιας (Élías)
- svahilsky: Eliya
- švédsky: Elia
- turecky: İlyas
- ukrajinsky : Ілля (Illja)
- židovsky (jidišky): אליהו (Elijáhú)

## Osobnosti s křestním jménem Elias
- prorok Eliáš
- Elias Ashmole (1617–1692) – anglický starožitník, politik, armádní úředník a astrolog.
- Elias Canetti (1905–1994) – britsko-rakouský spisovatel, teoretik společenských věd a humanista.
- Elias James Corey (1928)) – americký chemik.
- Elias Magnus Fries (1794–1878) – švédský ekonom, botanik a mykolog.
- Elias Koteas (1961) – kanadský herec.
- Elias Lönnrot (1802–1884) – finský spisovatel, filolog a sběratel lidové poezie.
- Elias Viljanen (1975) – finský muzikant.

## Elias jako příjmení
- Benjamin Elias (* 1963) – australský ragbista
- Eliane Elias (* 1960) – brazilská jazzová klavíristka a zpěvačka
- Gastão Elias (* 1990) – portugalský tenista
- Kauã Elias (* 2006) – brazilský fotbalista
- Norbert Elias (1897–1990) – německý sociolog

## Ostatní
- Mount Saint Elias – hora v Spojených státech amerických a Kanadě.